# Jörg Schilling
Jörg Schilling (Berlín, 27 de marzo de 1955-10 de octubre de  2021) fue un ingeniero alemán especialmente conocido por su trabajo en software para grabación de discos compactos, ya sean de datos o de audio, y como partidario de los sistemas operativos Solaris y OpenSolaris. En su país se destacó como divulgador del software de código abierto,  disertando para CCC, LinuxTag, entre otros. Fue miembro del directorio y presidente del Instituto Fraunhofer de Sistemas de Comunicación Abiertos (FOKUS) en Berlín.

## Biografía
Cursó estudios de Ingeniería Electrónica en la Universidad Técnica de Berlín, presentando en 1991 su tesis de diploma sobre medios ópticos en sistemas UNIX. En Fraunhofer FOKUS realizó tareas de investigación, donde su proyecto principal era el sitio web dedicado al código abierto BerliOS. El trabajo de Schilling en software de grabación de CD culminó después de varios años en el paquete cdrtools, que incluye el popular cdrecord y los programas complementarios mkisofs y cdda2wav. Este paquete soporta la mayoría de grabadoras de CD y también funciona en la mayoría de sistemas operativos. De hecho, fue el programa usado internamente por la mayoría de software para la grabación de CD con interfaz gráfica en el mundo del software libre, incluyendo los populares X-CD-Roast, K3b, y el plugin para grabar CD de Nautilus.
Schilling se vio envuelto en un llamativo incidente a principios de septiembre de 2006 cuando el proyecto Debian respondió a su cambio de licencia del paquete cdrtools mediante una bifurcación de CDRecord, creando una nueva rama de desarrollo fuera de su control, que se ha denominado cdrkit.
Fue conocido por su frecuente crítica a ciertos aspectos del núcleo Linux y por ser uno de los desarrolladores de OpenSolaris. Tras el cierre de OpenSolaris, creó la distribución SchilliX.
Schilling fue considerado un representante controvertido e intransigente del movimiento de código abierto. El experto alemán en tecnología de la información Felix von Leitner lo llamó un "titán entre los cabezaduras de este mundo" y agregó: "Sin cabezaduras no hay progreso. Necesitamos más cabezaduras".
Schilling realizó investigaciones en Fraunhofer FOKUS hasta su retiro a finales de 2020. Falleció el 10 de octubre de 2021 como resultado de un cáncer de riñón.